# Michaił Szczepkin
Michaił Siemionowicz Szczepkin, ros. Михаил Семёнович Щепкин (ur. 6 listopada?/17 listopada 1788 w Krasnoje na terenie guberni kurskiej, zm. 30 lipca?/11 sierpnia 1863 w Jałcie) – rosyjski aktor.
Urodził się i wychował jako chłop pańszczyźniany. Karierę aktorską zaczął w roku 1800. Początkowo grał na scenach teatralnych w Tule, Kursku oraz w miastach ukraińskich. W 1822 r. uzyskał wolność, dzięki wykupieniu go od właściciela. Osiadł wówczas w Moskwie i w 1824 r. zatrudnił się w tamtejszym Teatrze Małym, gdzie grał do 1863. Odtwarzał różne role, ale specjalizował się w postaciach komediowych, szczególnie sławne stały się jego aranżacje bohaterów komedii molierowskich i Gogola. Zajmował się również nauczaniem aktorstwa. Odniósł wielki sukces sceniczny. W literaturze opisuje się go jako twórcę rosyjskiego realizmu w grze aktorskiej i najwybitniejszego aktora w kraju.  